# GSB Gesellschaft zur Sicherung von Bergmannswohnungen
Die GSB Gesellschaft zur Sicherung von Bergmannswohnungen mbH wurde am 16. Dezember 1981 gegründet. Gründungsgesellschafter waren die Ruhrkohle AG (heute RAG AG), die Industriegewerkschaft Bergbau und Energie (heute Industriegewerkschaft Bergbau, Chemie, Energie), das Land Nordrhein-Westfalen und sieben gemeinnützige Wohnungsunternehmen. Die Gesellschafter reagierten mit einer auf den Ruhrbergbau bezogenen, privatwirtschaftlichen Selbstverpflichtung („Grundsätze der GSB“), auf Mieterproteste gegen den spekulativen Umgang mit den stadtbildprägenden Zechenkolonien. Zum Gründungszeitpunkt befanden sich 25.000 Wohnungen unter dem Dach der GSB; zum Zeitpunkt des 20-jährigen Firmenjubiläums waren es durch weitere Rahmenvereinbarungen bereits 48.000 Wohnungen. Das Stammkapital wird von 15 Gesellschaften gehalten; Hauptgesellschafterin ist Vivawest Wohnen, weitere Anteilseigner sind Vonovia SE, LEG Immobilien AG, Immeo Wohnen GmbH und Evonik Industries AG. Die GSB ist Mitglied im Verband der Wohnungs- und Immobilienwirtschaft Rheinland Westfalen. Der Firmensitz ist Essen, wo das Unternehmen unter der Nummer HRB 5150 beim Amtsgericht eingetragen ist.

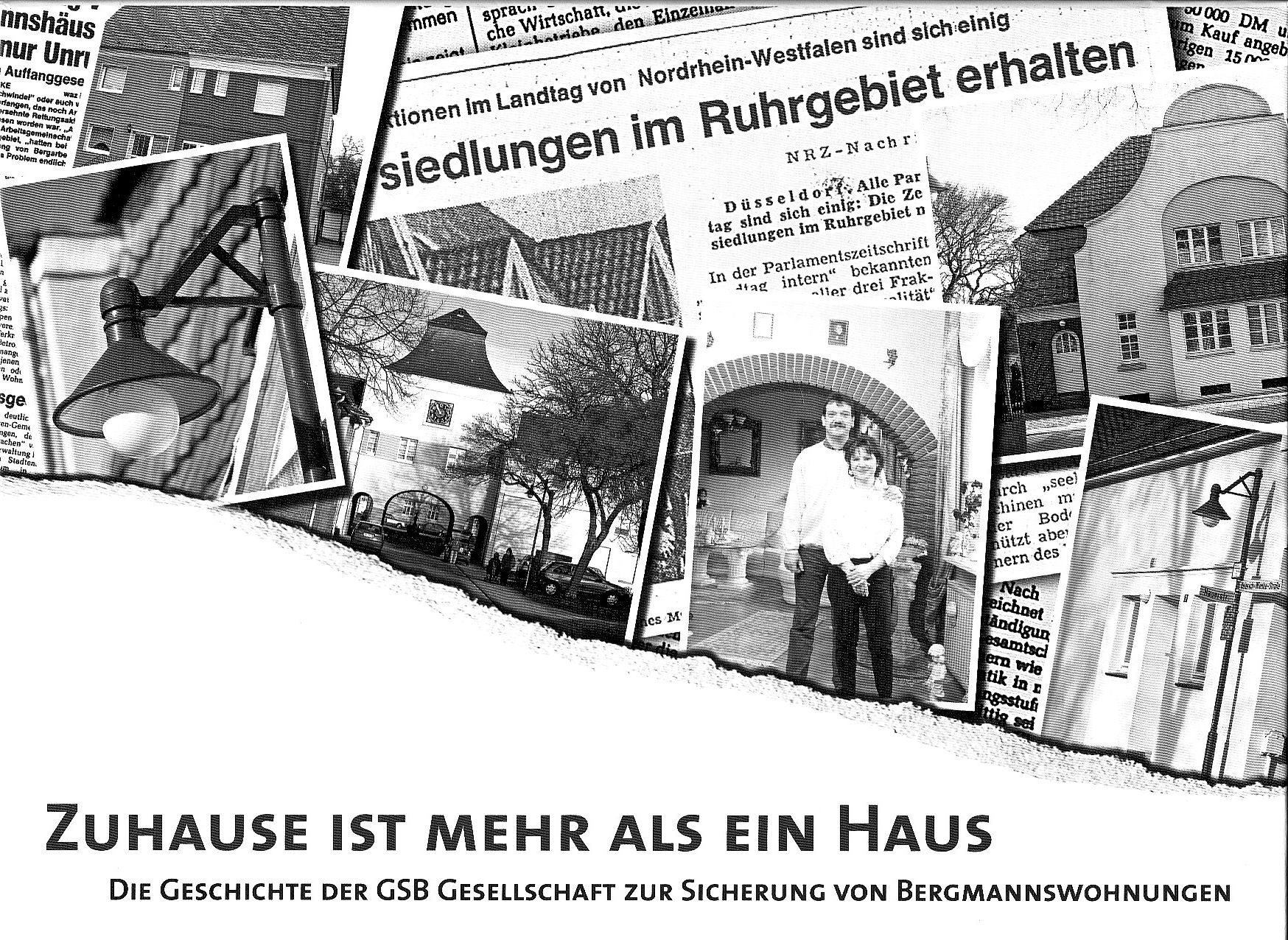
Buch zur 20-jährigen Tätigkeit der GSB

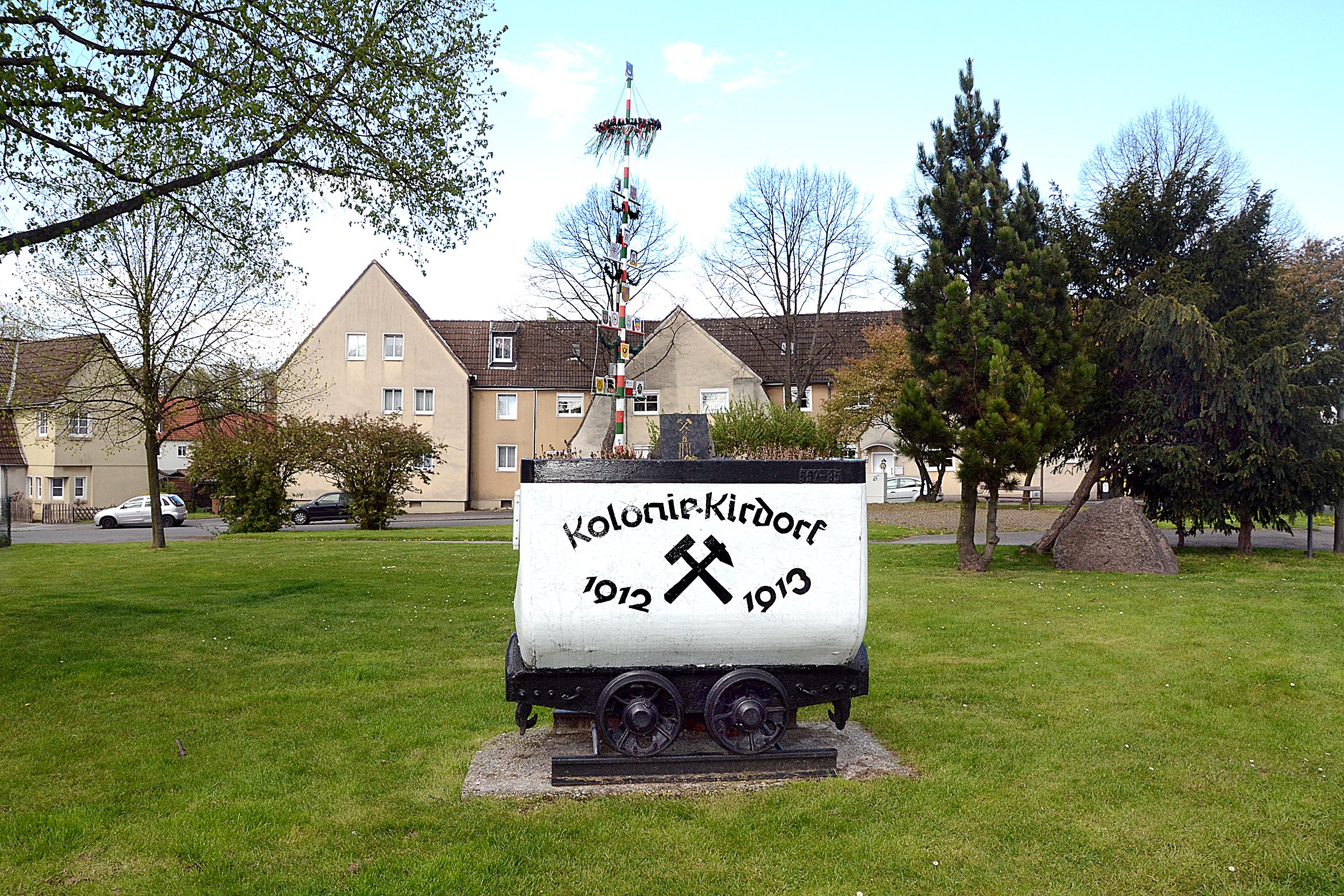
GSB-Siedlung Kolonie Kirdorf in Dortmund-Eving

## Vorgeschichte
Als die Ruhrkohle AG 1969 als Auffanggesellschaft des Ruhrbergbaus gegründet wurde, blieben die Werkswohnungen weiterhin bei den Alt-Gesellschaften, insbesondere bei der Harpener Bergbau AG. Die „Klammer“ dieses Wohnungsbestandes bildete das weiterhin bestehende Belegungsrecht des Bergbaus bzw. der Ruhrkohle AG. Dieses war zunächst durch den „Bergmannswohnungsvertrag“ bis zum 31. Dezember 1988 gesichert. Der Vertrag schloss aber nicht aus, dass die Muttergesellschaften ihre Wohnungen verkaufen konnten. Davon machten insbesondere Unternehmen aus dem Stahlbereich Ende der 1970er Jahre angesichts der ungünstigen Lage der Branche Gebrauch, wodurch die Werkswohnungen nach und nach ihre ursprüngliche Zweckbindung als preiswerte Wohnraumversorgung verloren.

## Tätigkeitsbeschreibung
„Gegenstand des Unternehmens ist die Sicherung von Bergmannswohnungen durch die Vornahme aller erforderlichen Maßnahmen zur Überleitung der von der "RAG Aktiengesellschaft" entsprechend dem Vertrag über Bergmannswohnungen bewirtschafteten Bergmannswohnungen oder Wohnungen, die als Bergmannswohnungen verwendet werden oder verwendet werden sollen sowie der zugehörigen Gemeinschafts- und Folgeeinrichtungen und zugehöriger gewerblicher Räume auf gemeinnützige Wohnungsunternehmen oder auf die Gesellschaft, - zur Veräußerung dieser Wohnungen an einen noch festzulegenden Kreis der Bewohner und zur eventuellen Verwaltung dieser Wohnungen nach dem Wohnungseigentumsgesetz, zur Koordinierung erforderlicher Modernisierung und Sanierung dieser Wohnungen.“

## Die Grundsätze
Die GSB propagiert das Modell der „Sozialverträglichen Mieterprivatisierung“ der Ein- und Zweifamilienhäuser und den Aufkauf der Mehrfamilienhäuser durch gemeinnützige Wohnungsunternehmen. In engen Grenzen („Wer nicht kaufen will oder kann, bleibt Mieter.“) können die Koloniehäuser an „wohnberechtigte“ Mieter verkauft werden.
In den so genannten „10 Geboten“ sind die „Grundsätze der GSB“ sprachlich vereinfacht zusammengefasst:
1. Die Objekte werden zum Zwecke der Eigennutzung an die Mieter verkauft, oder, mit deren Einverständnis an Angehörige 1. Grades. Verkäufe an Dritte erfolgen nicht.
2. Vor dem Verkauf erfolgt zwischen Eigentümer RAG/GSB eine Abstimmung über die Grundsätze der Kaufpreisfindung.
3. Vom Mieter vorgenommene Einbauten/Wertverbesserungen werden bei der Bewertung nicht berücksichtigt, sofern der Eigentümer die Kosten nicht erstattet hat. Sonstige Wertverbesserungen oder -minderungen werden durch Zu- und Abschläge berücksichtigt. Die so ermittelten Kaufpreise werden der GSB zur Stellungnahme mitgeteilt.
4. Die Grundzüge und die zeitliche Reihenfolge der Privatisierung sind vom Eigentümer mit der GSB abzustimmen.
5. RAG und GSB werden die Privatisierung mit Rat und Tat unterstützen.
6. Zur Vermeidung von spekulativen Wiederverkäufen von privatisierten Wohnungen wird in den Einzelkaufverträgen ein Wiederkaufsrecht von zehn Jahren festgeschrieben.
7. Mietern, die kein Eigentum erwerben wollen, wird ein dauerhaftes Wohnrecht eingeräumt.
8. Bei frei werdenden Wohnungen sind RAG Kaufinteressenten zu benennen, die dem Konzern angehören oder wohnberechtigt nach dem Bergarbeiterwohnungsbaugesetz sind.
9. Beim Verkauf von Zweifamilienhäusern an einen der beiden Mieter hat der Eigentümer mit dem Käufer eine Vereinbarung abzuschließen, dass das Wohnrecht des verbleibenden Mieters absichert.
10. Die Verkäufe erfolgen unter Verwendung eines Mustervertrages, der zwischen Eigentümer und GSB abgestimmt wird.

## Bedeutung heute
Die GSB war bei Mietervertretungen von Anfang an umstritten, weil der Gedanke des „Wohneigentums in Arbeitnehmerhand“ im Vordergrund steht, mit den oftmals verbundenen Veränderungen im Erscheinungsbild und in gewachsenen Nachbarschaften der Siedlungen. Bemühungen um genossenschaftliche Lösungen oder einen Siedlungskauf durch gemeinnützig orientierte Wohnungsgesellschaften hatten gegen die lukrativere Einzelprivatisierung kaum eine Chance. Nach der Abschaffung der Wohnungsgemeinnützigkeit 1988 und dem Verkauf großer Wohnungsgesellschaften an Private-Equity-Fonds wurde ein weiteres Problem sichtbar: Viele der Belegungsrechte waren durch die Modalitäten der finanziellen Förderung oder mangels Nachfrage durch aktive Bergleute erloschen. Von anfangs ca. 250.000 Wohnungen sank die Zahl der belegungsgebundenen Wohnungen bis 2005 auf ca. 90.000. Für viele Knappschaftsrentner und ihre Angehörigen war dadurch der dauerhafte Kündigungsschutz für ihre Wohnung in Frage gestellt. Der GSB gelang es 2005, durch eine Zusatzvereinbarung mit ihrer Gesellschafterin Viterra, eine der Vorgängerinnen der Vonovia, die Wohnrechte für Bergmannswohnungen auch ohne ein bestehendes Belegungsrecht zu sichern. Es kann heute davon ausgegangen werden, dass alle den Gesellschaftern der GSB gehörenden, bergbauverbundenen Wohnungen dem besonderen Mieterschutz für Bergbauangehörige unterliegen und dieser bei Siedlungsverkäufen auch von Erwerbern übernommen werden muss.